# Prager Presse
Die Prager Presse war eine von März 1921 bis 1939 auf Deutsch erscheinende linksbürgerliche, vom Staat geförderte Tageszeitung in der Tschechoslowakischen Republik.

## Geschichte
Tomáš Garrigue Masaryk gründete die Prager Presse mit dem Ziel, die deutschsprachige Minderheit zu integrieren, die damals einen Anteil von 22,5 % hatte. In der ersten Ausgabe erläuterte sie den Verständigungsgedanken: „[U]nser Blatt will und wird ein objektiv informierendes Blatt sein, ein europäisch arbeitendes Blatt, ein Blatt im europäischem [sic] Geiste und von europäischer Gesinnung, von europäischer Toleranz und ein Anwalt der Ideen rascher Herstellung des Friedenszustandes und der Zusammenarbeit der europäischen Nationen“.
Im Kontext großer politischer Spannungen zwischen Prager Regierungen und den deutschen Minderheiten sowie zwischen der Tschechoslowakei, Deutschland und Österreich gab es im In- und Ausland viel Kritik an dem Verlagsprojekt. So erschien die Zeitung im staatsnahen Orbis-Verlag, die Finanzierung erfolgte aus dem Außenministerium, und der Vertrieb der mit 200.000 Exemplaren gedruckten Auflage erfolgte über die Staatspost. Die Zeitung wurde daher als Regierungsorgan gesehen. Das Deutsche Ausland-Institut in Stuttgart erklärte, die Prager Presse sei „ein deutschgeschriebenes Sprachrohr der tschechischen Regierung, dazu bestimmt, die bisher geübte tschechische Lügenpropaganda noch nachdrücklicher und rücksichtsloser weiterzuführen“.
Als erster verantwortlicher Redakteur arbeitete von 1921 bis 1926 (Nr. 222 vom 13. August 1926) Wilhelm Neffzern. Dann leitete Arne Laurin die Redaktion, ein Journalist jüdischer Herkunft, der als Chefredakteur bis 1939 tätig war. Sein Kollege im Feuilleton war Otto Pick von 1921 bis 1939.
Nach der Zerschlagung der Tschechoslowakei im März 1939 wurde die Zeitung eingestellt.